# 1248 Jugurtha
1248 Jugurtha este un asteroid din centura principală, descoperit pe 1 septembrie 1932 de Cyril Jackson.